# Kiến chúa

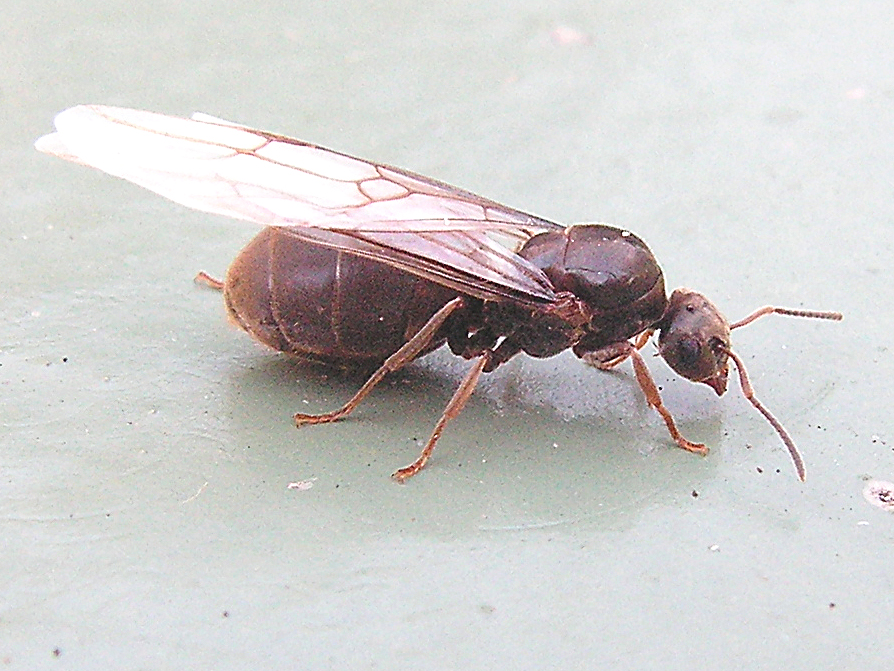
Kiến chúa (lúc có cánh)

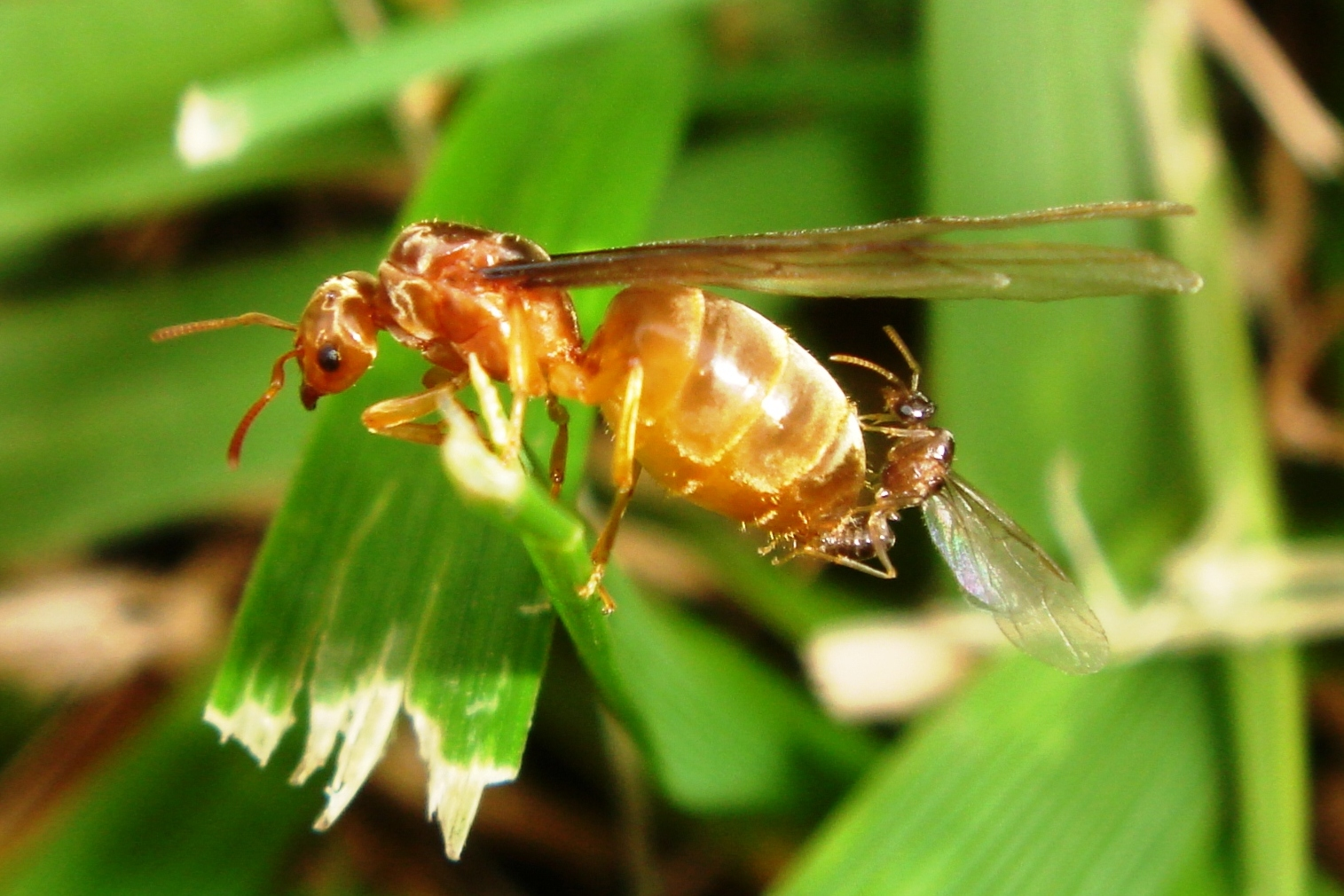
Sự thụ tinh giữa kiến chúa và kiến đực

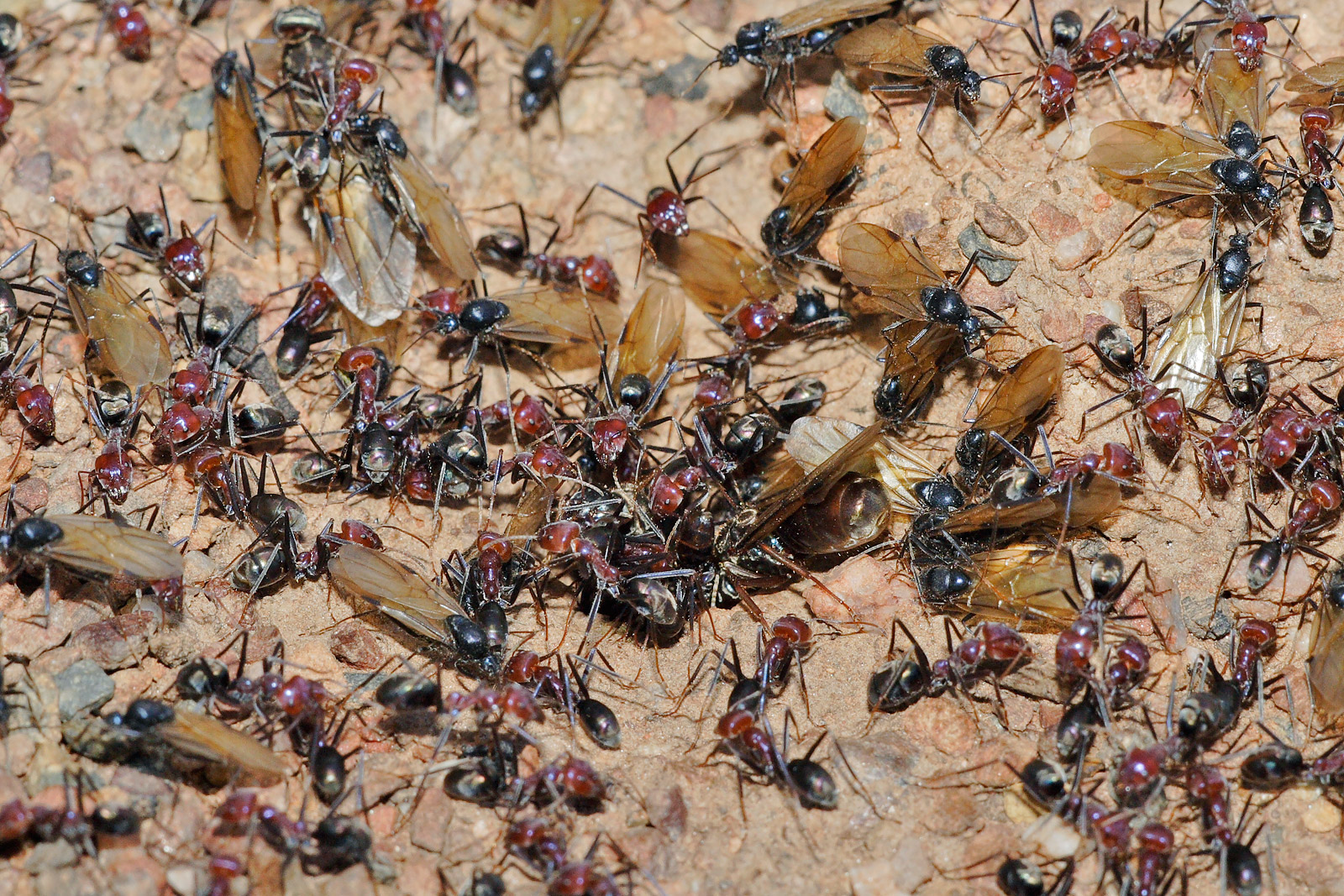
Kiến có cánh từ một tổ kiến chuẩn bị cho chuyến bay đêm

Một con kiến chúa là một con kiến cái đã trưởng thành trong một tổ kiến. Thông thường, kiến chúa là mẹ của các con kiến khác trong tổ kiến đó. Nhiều con kiến cái không cần giao phối để sinh sản, chúng có thể sinh sản theo hình thức sinh sản đơn tính hoặc sinh sản vô tính và trong trường hợp này thì tất cả các con kiến sinh ra là kiến cái. Khi kiến chúa chết, một số con kiến thợ cái sẽ giao phối để duy trì giống đến khi có kiến chúa mới xuất hiện. Vài tổ kiến khác thì cả đàn chết cùng kiến chúa, số khác thì hỗn loạn do tranh chấp quyền lực.

## Đặc điểm
Về mặt giải phẫu, con kiến chúa có hình dạng bên ngoài giống như các con kiến khác trong tổ kiến, tuy nhiên kiến chúa có kích thước lớn hơn số kiến còn lại. Thân của chúng có vỏ cứng, có 3 phần: đầu, ngực và bụng. Chúng có đôi râu có thể vươn về phía trước để dò một đồ vật. Không giống những con kiến khác, những con kiến chúa trẻ có một đôi cánh. Chúng chỉ dùng đôi cánh này khi bay ban đêm. Đôi cánh này sẽ do con kiến chúa tự làm rụng hoặc sẽ do kiến thợ cắn rụng.
Khi điều kiện không khí ẩm sau trận mưa và gió ít nhất, từng đoàn kiến sinh sản có cánh hay "kiến bay" sẽ rời tổ mẹ để cất cánh bay . Việc bay để giao phối này diễn ra đồng thời trong tất cả các tổ của các loài riêng. Các con kiến chúa sẽ bay một chặng dài, trong thời gian này chúng sẽ giao phối với ít nhất một con kiến đực có cánh từ tổ khác. Con kiến đực truyền tinh trùng vào con kiến cái và chết. Khi đã được giao phối, con kiến cái sẽ cố tìm một chỗ thích hỢp để khởi đầu một tổ kiến, một khi đã tìm ra, con kiến cái liền làm rụng cánh của mình.
Một khi con kiến chúa đã tìm địa điểm thích hợp, nó sẽ ngay lập tức đào cho mình một hang kết thúc là một khoang . Con kiến cái sẽ dính chính mình vào khoang đó, trừ phi bị ép buộc, nó sẽ không bao giờ ra ngoài ánh nắng một lần nữa, chúng trở nên sợ ánh sáng.
Con kiến cái thường đẻ trứng ngay, dù một số có thể đợi đến mùa Xuân. Khi bắt đầu đẻ trứng, con kiến chúa đẻ khoảng mỗi ngày một trứng. Trứng sẽ phát triển thành ấu trùng trong 25 ngày và chúng sẽ tự tạo ra một sợi chỉ, sau 10 ngày thì tạo thành một kén trắng nhỏ. Nếu điều kiện thuận lợi, trứng sẽ nở trong vài tuần sau. Con kiến cái sẽ không ăn hay uống cho đến khi trứng đã nở thành kiến thợ. Kiến cái có thể sống sót bằng cơ của đôi cánh đã rụng hoặc ăn vài quả trứng đã sinh ra.
Khoảng 60 ngày sau khi những quả trứng đầu tiên được sinh ra, một con kiến thợ được tạo ra. Thân hình chúng có màu đen và nhỏ bé do thiếu dinh dưỡng. Tuy nhiên, chúng lớn dần trong kén và bắt đầu tìm thức ăn. Cuối cùng, số lượng kiến thợ tăng lên 10 con. Đến lúc này, con kiến chúa có thể nhận thức ăn từ đám kiến thợ. Đám kiến thợ sẽ chăm sóc con kiến chúa và những ấu trùng mới. Vào năm thứ nhì, số lượng kiến thợ trong 1 tổ sẽ tăng lên từ 30-100 con.

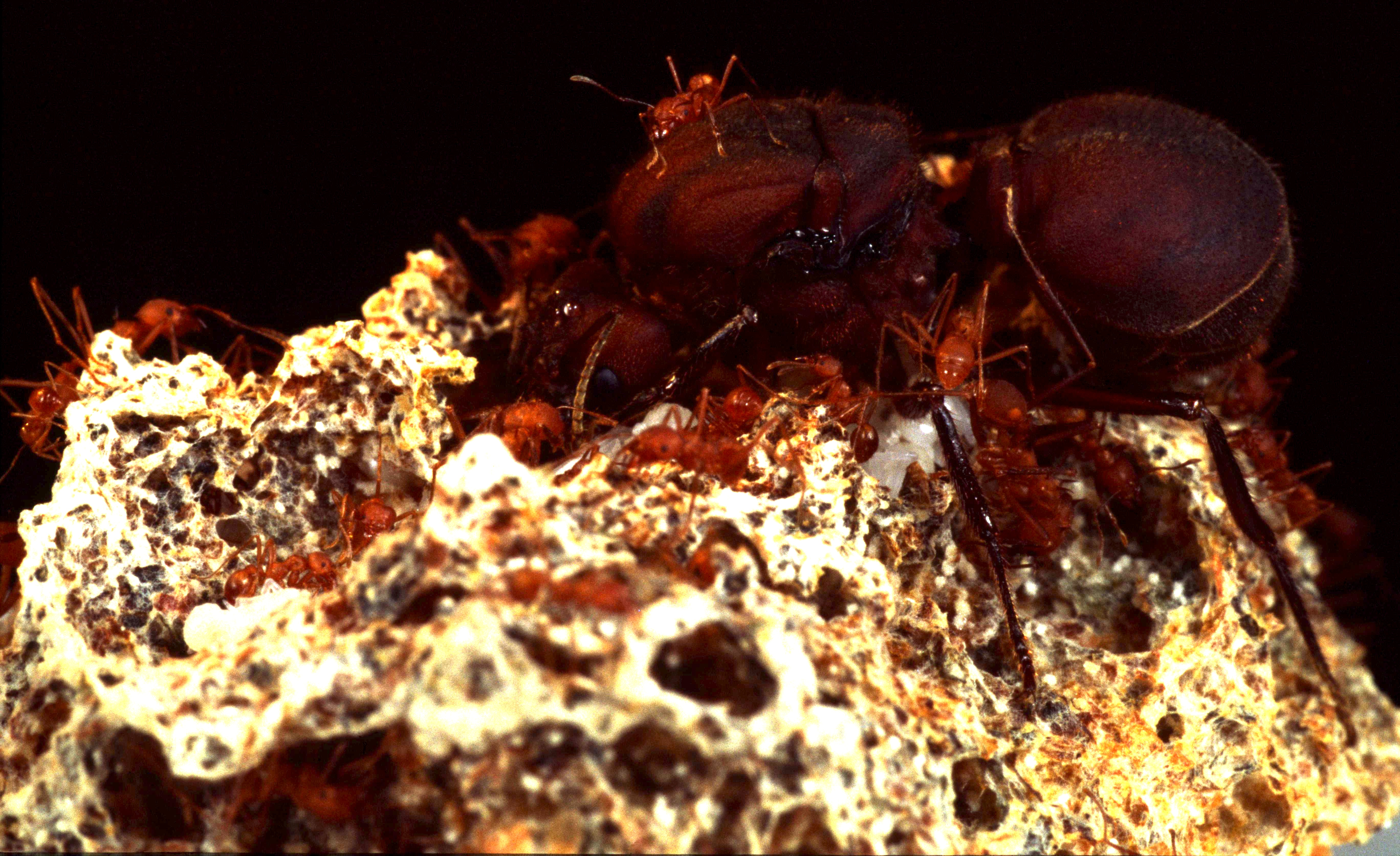
con chúa kiến cắt lá (Atta colombica) với ấu trùng và kiến thợ.

Dù được gọi là kiến chúa, con kiến chúa này lại có ít quyền kiểm soát đối với tổ kiến. Con kiến chúa không có quyền kiểm soát hoặc quyết định bất cứ điều gì mà chỉ sinh sản. Các con kiến thợ kiếm thức ăn nuôi kiến chúa và dọn chất thải của nó. Một khi tổ kiến đã được thiết lập, con kiến chúa sẽ đẻ trứng liên tục. Con kiến chúa có thể chọn các tế bào tinh trùng nhận được từ chuyến bay đêm, để tạo kiến đực thay vì kiến cái.
Theo nghiên cứu mới của Luke Holman, một nhà khoa học của Đại học Copenhagen tại Đan Mạch, trong một tổ kiến có thể có nhiều kiến chúa. Khi tổ kiến phát triển mạnh, các con kiến thợ sẽ tấn công các con kiến chúa, giết chết chúng và chỉ còn chừa lại một con kiến chúa duy nhất, hoặc đôi khi không còn con kiến chúa nào .